# Torneo Galáctico
Torneo Galáctico También conocido como La Guerra Galáctica, es un torneo ficticio entre Caballeros de bronce dentro del manga y anime Saint Seiya. El Torneo Galáctico aparece desde los primeros capítulos de Saint Seiya. El Torneo Galáctico no volvió a realizarse debido a que el enfoque de la historia tuvo un giro inesperado.

## Argumento
Al comienzo de la serie Mitsumasa Kido había reunido a cien niños huérfanos para que en un futuro se convirtieran en Caballeros de Bronce. solo diez de los cien niños lograron convertirse en Caballeros, unos años antes Mitsumasa Kido falleció por lo que se manifiesta post mortem mostró a su nieta Saori Kido indicándole que debe volver a reunir a los Caballeros de Bronce mediante un torneo galáctico, en el cual el ganador se llevaría la Armadura Dorada de Sagitario.
El Torneo fue televisado en todo el mundo con el principal propósito de llamar la atención a nivel mundial para así descubrir su posición ante el Patriarca y sus santos.
Este gran evento deportivo fue celebrado en Tokio en una copia exacta del Coliseo de Roma, construida por la "Fundación Kido" especialmente para el Torneo Galáctico. El primer combate fue entre Jabu de Unicornio y Ban de León Menor en ese mismo momento Seiya está combatiendo para ganar la Armadura de Pegaso.
Los Combates se fueron realizando sin problemas a pesar de la tardanza de algunos combatientes hasta que llegó Ikki de Fénix con sus aliados los caballeros negros para robar la armadura dorada de sagitario y vengarse de la Fundación Graude por todo el mal que le habían hecho y por los maltratos de tatsumi. En ese momento no se volvió a realizar el Torneo Galáctico.

## Combates
Jabu de Unicornio VS Ban de León Menor
Es la segunda pelea. Jabu derrota fácilmente a Ban desintegrando su armadura en un gran porcentaje. En el relleno en anime es la primera pelea, ambos caballeros muestran un nivel similar aunque la ventaja la llevaba Ban, Jabu lo sorprende con sus habilidades de paralización y de esa forma llevarse la victoria al atacarlo en el aire.
Seiya de Pegaso VS Geki de Osa Menor
Después que Seiya aceptara pelear en el Torneo con el único objetivo de poder encontrar a su hermana, le tocaría pelear con algunas dificultades cuando Geki casi asfixia por completo a Seiya saldría vencedor luego de destruirle los brazos de la Armadura a Geki.
Hyoga del Cisne VS Ichi de Hidra
En este combate en el relleno de anime Hyoga es atacado ferozmente por Ichi pero sin daño alguno. Hyoga derrota a su rival muy fácil con una poderosa técnica bajo el nombre del Polvo de Diamante.
Seiya de Pegaso VS Shiryu de Dragón
Esta fue quizás la mejor pelea y la única del Torneo entre dos de los cinco protagonistas, la pelea comienza con un amplio dominio de Shiryu ya que se decía que su armadura era la más resistente entre las de bronce, en ese momento aparece Shunrei a decirle que su maestro se estaba muriendo pero Seiya se vuelve a poner de pies, Shiryu sorprendido de la fuerza de voluntad de Seiya decide pelear con todas sus fuerzas. Sin embargo Seiya con un ataque suicida, logra que el Dragón mismo rompa su escudo y su puño, con lo cual su armadura queda inservible. Debido a esto, continúan la lucha ambos sin armadura. Finalmente Seiya derrota a Shiryū aprovechando el punto débil del ataque del dragón. El golpe de Seiya detiene los latidos del corazón de Shiryū. Casi al borde de la muerte, Seiya salva al Dragón, dándole un golpe en la espalda, con la misma fuerza que el golpe anterior, de esta manera logra hacer que el corazón de Shiryū vuelva a latir.
Shun de Andrómeda VS Jabu de Unicornio
Shun domina a su rival con mucha facilidad con la ayuda de sus cadenas, Jabu intentaba atacar a Shun por medio de golpes físicos y la pelea fue interrumpida por Ikki de fénix.
Ikki de Fénix VS Nachi de Lobo
Este combate fue postergado anteriormente debido a la tardanza de Ikki, aunque el fénix no fue a combatir Ikki derrota a Nachi a ambos con un solo Puño Fantasma de Fénix.
- Datos: Q6149503